# Dinner 20
Dinner 20는 SBS V-Radio에서 2016년 4월 11일부터 2017년 3월 19일까지 방송했던 가요 전문 논스톱 BGM 라디오 프로그램으로, 매일 2시간동안 한 가수의 노래만을 선곡한 프로그램이다.
생방송은 매일 저녁 6시부터 밤 8시까지, 재방송은 매일 새벽 4시부터 아침 6시까지이다.
| SBS V-Radio         |                   |                  |
| 이전                | Dinner 20         | 다음             |
| Power 20            | Dinner 20         | Indie 20         |
| 오후 4시 ~ 저녁 6시 | 저녁 6시 ~ 밤 8시 | 밤 8시 ~ 밤 10시 |
|                     |                   |                  |

| SBS V-Radio         |                                                  |                     |
| 이전                | Dinner 20 (재방송)                               | 다음                |
| Pops 20 (재방송)    | Dinner 20 (재방송)                               | Hits 20 (재방송)    |
| 새벽 2시 ~ 새벽 4시 | 새벽 4시 ~ 아침 6시                              | 아침 6시 ~ 아침 7시 |
|                     | 여기는 SBS u DMB 라디오 새벽 4시 55분 ~ 새벽 5시 |                     |